# Canterbury-St Martin's-skatten
Canterbury-St Martin's-skatten (engelsk Canterbury-St Martin's hoard) er et depotfund af mønter fra 500-tallet e.Kr., der blev fundet før 1844 på St Martin's Churchs kirkegård i Canterbury i Kent i England. Det meste af fundet er udstillet i Liverpool og består af otte genstande med tre guldmønter med et lille øje, så de kunne bruges som vedhæng i en halskæde. En af dem er Liudhardmedaljonen, der et den tidligste bevarede angelsaksiske mønt.
Størstedelen af fundet er udstillet på World Museum i Liverpool, mens en af mønterne findes på Bibliotheque Nationale i Paris.